# ريك مكاي
ريك مكاي (بالإنجليزية: Rick McKay)‏ هو مصور سينمائي أمريكي، ولد في 30 أغسطس 1960 في ناتيك في الولايات المتحدة، وتوفي في يناير 2018.

## روابط خارجية
- ريك مكاي على موقع IMDb (الإنجليزية)
- ريك مكاي على موقع قاعدة بيانات الفيلم (الإنجليزية)